# Une fourrure enivrante
Pour plus de détails, voir Fiche technique et Distribution.
Une fourrure enivrante (Scent-imental Over You en anglais) est un cartoon américain Looney Tunes de 1947 réalisé par Chuck Jones mettant en scène Pépé le putois. 